# فالتوريس
بلدية فالتوريس (بالإسبانية: Valtorres) هي بلدية تقع في مقاطعة سرقسطة التابعة لمنطقة أراغون شمال شرق إسبانيا.

## الديموغرافيا
بلغ عدد سكان بلدية فالتوريس 95 نسمة عام 2011 (وفقاً للمعهد الوطني الإسباني للإحصاء).
| 102 | 99 | 92 | 110 | 117 | 114 | 95 |